# Euler (Eiskunstlauf)
Ein Euler oder auch Thorén (nach dem schwedischen Eiskunstläufer Per Thorén) ist ein spezifischer
Verbindungssprung im Eiskunstlauf.
Nach Anlauf wird mit dem rechten Fuß rückwärts auswärts abgesprungen. Die Landung erfolgt nach einer Drehung, rückwärts einwärts auf dem linken Bein. Alternativ kann der Euler spiegelbildlich ausgeführt werden. Der Euler erlaubt in Kombinationen einen Folgesprung von der Innenkante, wie z. B. den Salchow oder den Flip.